# Boleráz
Boleráz je obec na Slovensku v okrese Trnava. K vesnici byla v roku 1960 administrativně připojena sousední vesnice Klčovany.

## Dějiny
První stopy osídlení jsou ze starší doby kamenné, pocházejí z polohy pozdější středověké tvrze „Zámok", která se ve zdivu nezachovala. Z doby bronzové pocházejí charakteristické archeologické nálezy celého regionu, takzvaná Bolerázská skupina.
První písemná zmínka o vesnici se nachází v darovací listině uherského krále Bély IV. z 11. května 1240, jíž panovník daroval důchody obce trnavským františkánkám. Ves již tehdy ležela na české stezce z Uher do Čech.
V první polovině 16. století zde založili Habáni svůj dvůr. K hrnčířské výrobě využili zdejší červenou hlínu. Příklady habánské fajánsové keramiky ze 17. a 18. století jsou ve sbírkách Historického muzea v Trnavě i Uměleckoprůmyslového muzea v Praze.
V roce 1963 byla zahájena výstavba vodní nádrže v katastru obce.

## Pamětihodnosti
- Ve vsi stojí římskokatolický kostel svatého Michala archanděla z roku 1787.
- Do správního území vesnice zasahuje část chráněného areálu Všivavec.

## Osobnosti
- Odlerové – významný rod habánských keramiků, který působil v Bolerázi, Sobotišti, Modré, Čachticích a okolí a konvertoval ke katolické víře[2].
- Antonín (Ján Anton) Danišovič, rodák, římskokatolický kněz, člen františkánského řádu, dlouhodobě působil v severních Čechách

## Černá kronika
- Irena Čubírková, československá sériová vražedkyně, zde bydlela v letech 1959–1964, kdy zavraždila svého druha Ambróze Ščepku a byla odsouzena k trestu smrti oběšením.[3]
- V roce 1970, několik let po případu Čubírkové, byl na faře zavražděn místní farář, jeho sestra Marie a její přítelkyně Ľudmila s dcerou. Pachatel spáchal po činu sebevraždu.[4]
- Před bolerázským kulturním domem byl v roce 2014 zavražděn policista ve službě Peter Opálek.[5]

## Galerie

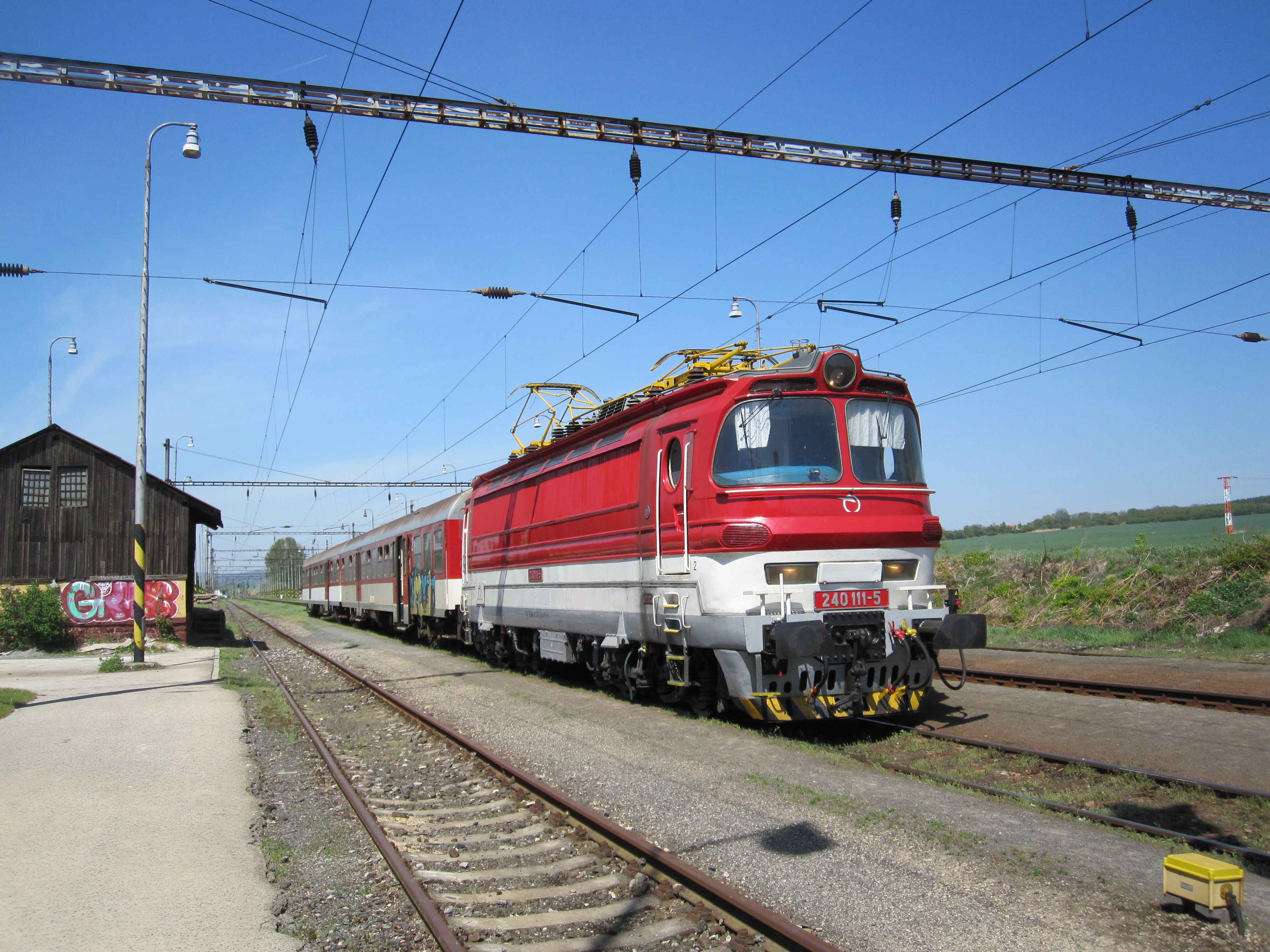
Nádraží
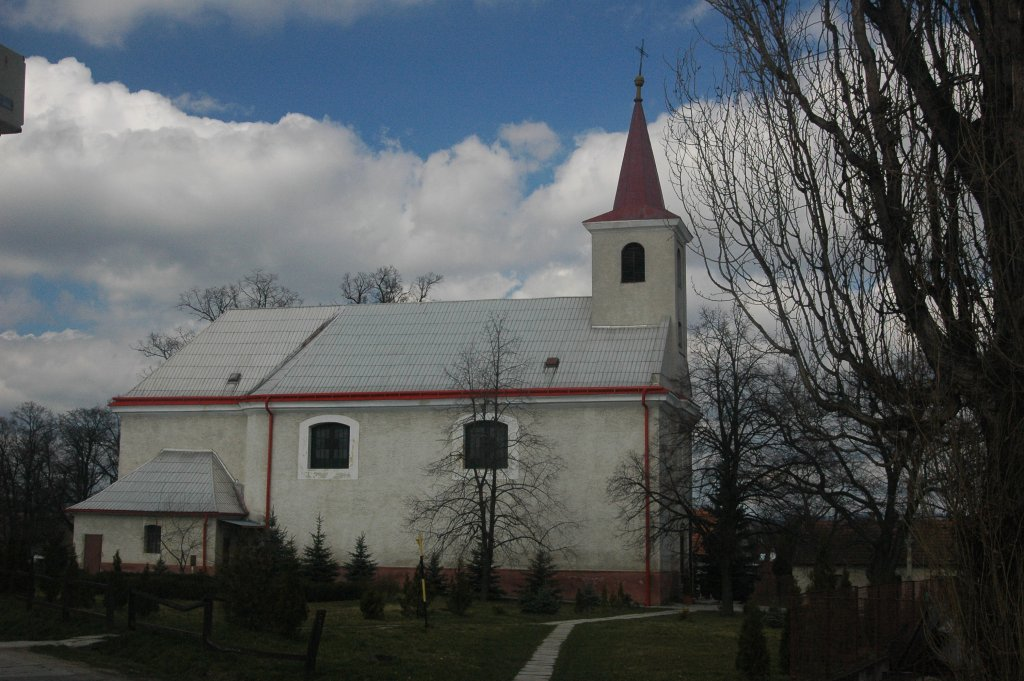
Kostel
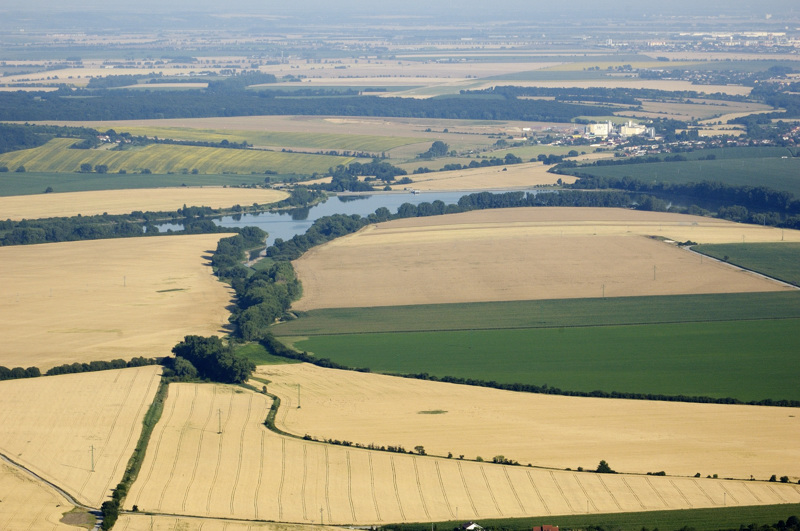
Okolí Bolerázu
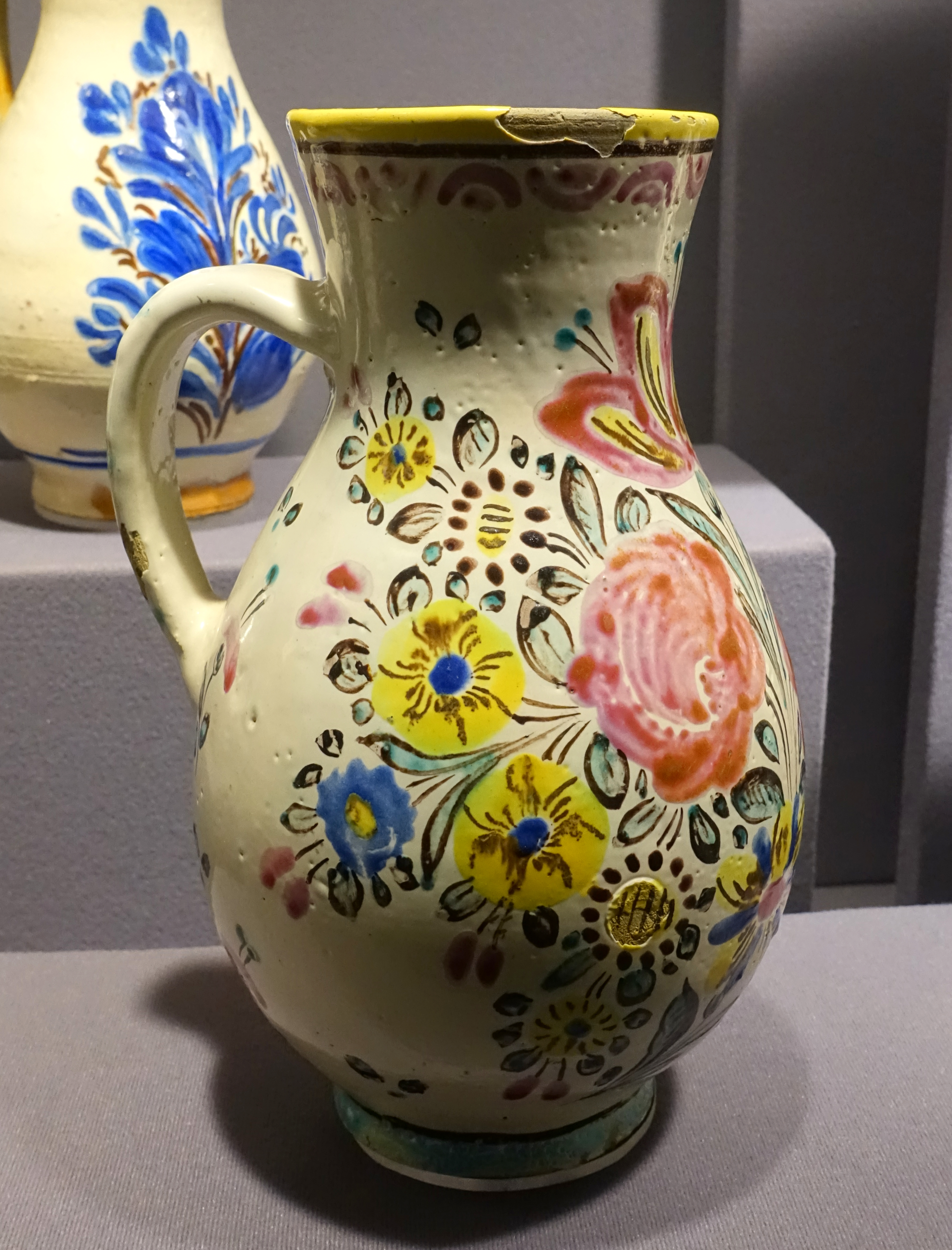
Habánská keramika z Bolerázu
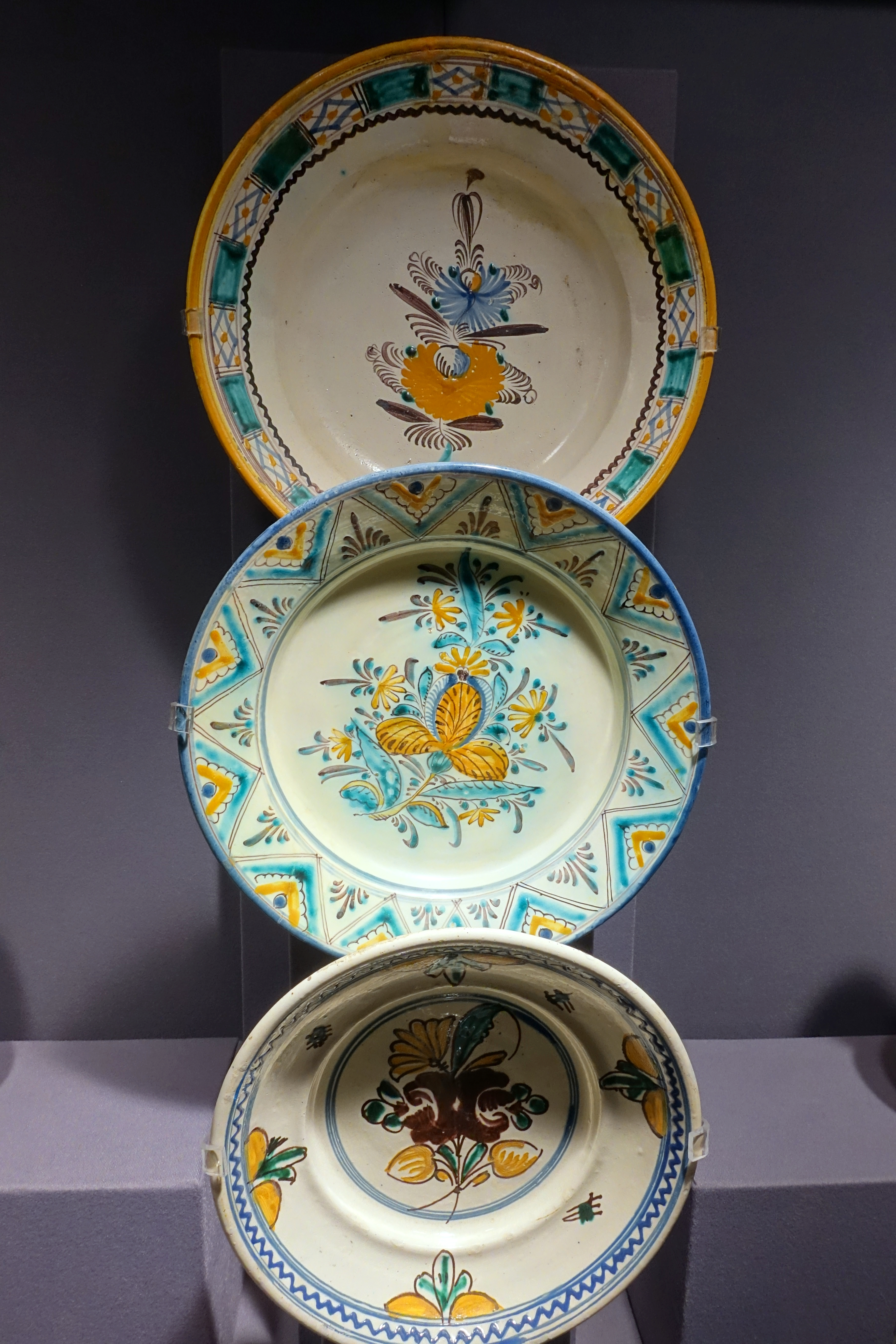
Habánská keramika z Bolerázu č.2